# 패션몬스터
〈패션몬스터〉(일본어: ファッションモンスター, 패숀몬스타)는 일본 팝 가수 캬리 파뮤파뮤의 세번째 실물 CD 발매 싱글이자, 그녀의 2집 앨범 난다 콜렉션(2013)의 첫 번째 싱글 곡이다. 캬리 파뮤파뮤의 전작들과 비교해보았을 때, 다소 어두운 분위기를 띄고있는 할로윈 컨셉의 곡이다.
2012년 10월 17일에 unBORDE(워너 뮤직 재팬)에서 발매되었으며, 실물 앨범은 초회한정반(포토북 사양)과 통상반, 두가지 형태로 발매되었다.

## 트랙리스트트
마찬가지로 나카타 야스타카가 전곡의 작곡, 편곡, 프로듀싱을 담당하였다. 한국의 음원 사이트에서는 대부분 B면 곡들을 제외한 <패션몬스터> 한 곡만 등록되어있다. 
| #  | 제목                                                      | 재생 시간 |
| -- | --------------------------------------------------------- | --------- |
| 1. | 〈패션몬스터〉 (ファッションモンスター)                   | 4:37      |
| 2. | 〈100% 나에게〉 (100%のじぶんに)                          | 3:28      |
| 3. | 〈츠케마츠케루 (연장 버전)〉 (つけまつける-extended mix-) | 4:56      |

1번 트랙 패션몬스터 는 일본의 스파 패션 브랜드 GU와, 다이이치코쇼 LIVE DAM 후리카라 CM송으로, 2번 트랙 100% 나에게 는 스즈키 MR왜건의 CM송으로 사용되었다.